# 前野正吉
前野 正吉（まえの まさよし、天文5年（1536年） - 慶長16年（1611年））は、室町時代から安土桃山時代/戦国時代および江戸時代にかけての武将。

## 人物
正吉は、織田信安の家老・前野宗康の四男に生まれた。前野氏は尾張国の土豪で、桓武天皇皇子の良岑安世を始祖とする良岑氏の派生系統であり、良岑高成(原高成)の子である前野高長もしくはその曽孫である前野時綱が尾張国丹羽郡前野村（現在の愛知県江南市前野町〜大口町辺り）に移り住んで前野を名乗ったのが始まりとされている。正吉は兄・前野長康とともに織田家に仕え、いくつもの戦場を駆け抜けた。信長の死後も長康とともに秀吉に仕える。その後隠居生活を始め、慶長16年に死去した。享年75という長生きであった。

## 系譜
- 父：前野宗康
- 母：妙善（小坂吉俊娘）[3]
- 兄弟：前野宗吉、前野長康、前野勝長、前野正吉
- 生母不明の子：前野与右衛門、前野喜兵次、前野武兵衛